# 小行星120103
小行星120103（120103 Dolero）是一颗绕太阳运转的小行星，为主小行星带小行星。该小行星于2003年3月发现。
該小行星以發現者伯納德·克里斯托夫（Bernard Christophe）的妻子多米尼克·雷洛（Dominique Lherault）的娘家姓多萊羅（Dolero）命名。

## 轨道参数
小行星120103的轨道半长轴为413 798 746 km，2.7660344 UA，离心率为0.203。